# فرد إليس
فرد إليس (بالإنجليزية: Fred Ellis)‏ (7 أكتوبر 1900 بشيبي في المملكة المتحدة - 1 يناير 1970 بشيبي في المملكة المتحدة) هو لاعب كرة قدم بريطاني (وحمل سابقاً جنسية المملكة المتحدة لبريطانيا العظمى وأيرلندا) في مركز الوسط. لعب مع نادي غيلينغهام ونادي ليتون أورينت ونادي واتفورد وأشفورد يونايتد ‏ وSheppey United F.C. ‏.